# Barry Bostwick
Blake Clark (født 24. februar 1945) er en amerikansk komiker og skuespiller, der er bedst kendt for sin rolle som Thunderbolt i 101 Dalmatians II: Patch's London Adventure.